# 1267 pr. n. št.

## Smrti
- Muršili III., kralj Hetitov (* ni znano)